# Alfred Ritter von Hubicki
Le Dr  Alfred Ritter von Hubicki, né le 5 février 1887 à Friedrichsdorf en Autriche-Hongrie et mort le 14 juillet 1971 à Vienne en Autriche, était un général hongrois (né autrichien) de Panzer de l'Armée allemande pendant la Seconde Guerre mondiale.
Il rejoint l'Armée austro-hongroise comme élève officier en 1905 puis, après avoir servi pendant la Première Guerre mondiale comme commandant d'un bataillon de troupes de montagne, il sert dans l'armée de la Première République d'Autriche. Il suit également des cours de droit à Vienne et obtient un doctorat.
Au moment de l'Anschluss de l'Autriche en 1938, il est Generalmajor et commandant de la division motorisée de l'Armée autrichienne. Il est transféré dans la Wehrmacht avec le même grade et se voit confier le commandement de la 4e Division légère dès sa formation à Vienne. L'unité est renommée 9e Panzerdivision et Hubicki la commande pendant l'invasion de la Pologne, durant laquelle il prend notamment part à la bataille de Jordanów (en) et à la bataille de Jarosław. Il participe également à l'invasion de la France et des Pays-Bas et il est promu Generalleutnant en août 1940. Il dirige ses troupes dans les Balkans et reçoit la Croix de chevalier de la Croix de fer pour son action durant cette campagne.
Il est promu General der Panzertruppen le 1er octobre 1942. Après avoir commandé une unité spéciale à l'OKW, il est placé à la tête de la mission militaire allemande en Slovaquie. Il quitte le service actif en mars 1945, et meurt en 1971.

## Récompenses
- Croix de chevalier de la Croix de fer, le 10 avril 1941
- Croix allemande en or, le 22 avril 1942